# Marta Torrejón
Marta Torrejón Moya (født 27. februar 1990) er en spansk fodboldspiller, der spiller som forsvarer for FC Barcelona og Spaniens kvindefodboldlandshold.

## Karriere

### Klub
På trods af hendes relativt unge alder, har Torrejón vundet et Liga-mesterskab og tre nationale pokalturneringer. Hun debuterede i Superliga Femenina som kun 14-år gammel.

### Landshold
Torrejón fik sin debut for Spaniens kvindefodboldlandshold i november 2007, i et 1–0 nederlag til England i Shrewsbury.
I juni 2013 blev hun udtaget til Spaniens trup til EM i fodbold for kvinder 2013 af landstræner Ignacio Quereda. Hun spillede med i alle minutter af Spaniens kampe, som endte med et 3-1 nederlag til Norge i kvartfinalerne.
Hun var en del af Spaniens trup til VM i fodbold for kvinder 2015 i Canada.
Torrejón har sammen med Arantza del Puerto spillet flest kampe for Spaniens landshold, de har begge spillet 70 kampe.

## Familie
Hendes bror er Marc Torrejón, han er også fodboldspiller og spiller i Tyskland først for 1. FC Kaiserslautern (2012-14) og siden 2014 for SC Freiburg.